# Лежнюк, Пётр Демьянович
Лежнюк Пётр Демьянович (родился 23 февраля 1946 года) — советский и украинский учёный, доктор технических наук (1996), профессор (1998), заведующий кафедрой электрических станций и систем Винницкого национального технического университета (1996), заслуженный деятель науки и техники Украины (2015), академик Академии наук высшего образования Украины (2006), действительный член Institute of Electrical and Electronics Engineers.

## Биография
Родился 23 февраля 1946 года в селе Дроздов Ровенской области в семье мельника. Мать, Мелания Власьевна, занималась воспитанием детей и домашним хозяйством. Отец, Демьян Сергеевич, не имея инженерного образования, практически всю жизнь занимался строительством водяных мельниц на реке Горынь. Поэтому детство маленького Петра прошло среди трансмиссий, ремённых передач, турбин, водяных колёс. С начала 50-х годов на водяных мельницах начали устанавливать генераторы для производства электроэнергии, что существенно повлияло на дальнейший жизненный путь Петра Демьяновича.
В 1964 закончил Тучинскую среднюю школу и поступил в Львовский политехнический институт, где учился по специальности «Электроснабжение промышленных предприятий и городов».

## Профессиональная деятельность
- 1970—1971 — ассистент кафедры энергетики Винницкого филиала КПИ

- 1971—1973 — прохождение срочной военной службы

- 1973—1976 — старший преподаватель кафедры электрических станций Винницкого филиала Киевского политехнического института

- 1976—1979 — аспирант Московского энергетического института

- 1979 — защита кандидатской диссертации и присвоение учёной степени кандидата технических наук

- 1981—1995 —доцент кафедры электрических систем ВПИ

- 1984—2006 — заместитель декана факультета электроэнергетики, директора Института электроэнергетики и электромеханики по научной работе

- 1990—1994 — депутат Винницкого городского совета, председатель комиссии по законности и правопорядку

- 1995 — заведующий кафедрой электрических станций

- 1996 —заведующий кафедрой электрических станций и систем

- 1996 — защита докторской диссертации и присвоение учёной степени доктора технических наук

- 1998 — присвоено учёное звание профессора

- 2000—2015 — заместитель председателя Научно-методической комиссии по электротехнике и член экспертного совета по энергетике, электротехнике и электромеханике Министерства образования и науки Украины

- 2006 — академик Академии наук высшего образования Украины[5]

## Звания и награды[4]
- 1988—1990 — награждён двумя серебряными и бронзовой медалями и дипломами ВДНХ СССР и Украины за разработки и изобретения
- 2004 — Почётная грамота Винницкой ОГА и областного совета за добросовестный подготовку научных кадров региона и по случаю Дня науки
- 2005 — Почётная грамота Госкомитета Украины по энергосбережению за эффективное использование энергоресурсов
- 2010 — Почётная грамота Министерства образования и науки Украины
- 2010 —Почётный знак Научно-технического союза энергетиков и электротехников Украины
- 2011 — Почётная грамота Кабинета Министров Украины
- 2015 — Заслуженный деятель науки и техники Украины[2]
- 2015 — Диплом и первая премия Академии наук высшего образования Украины

## Научная, педагогическая и учебно-методическая работа
Пётр Демьянович Лежнюк основал научное направление по применению теории подобия и моделирования для оптимального управления режимами электроэнергетических систем с целью уменьшения в них потерь электроэнергии. В результате выполненных исследований развита теория подобия и математического моделирования применительно к задачам оптимального управления нормальными режимами электроэнергетических систем (ЭЭС). Создана методология и разработаны способы и средства автоматизации оптимального управления режимами ЭЭС. Разработан метод анализа чувствительности оптимальных решений. На основе принципа наименьшего действия разработаны условия самооптимизации режимов ЭЭС. Разработаны модели, методы и алгоритмы оценки взаимовлияния магистральных и распределительных электрических сетей и определения потерь электроэнергии от взаимных и транзитных потоков мощности. Исследованы условия и пути восстановления и эксплуатации малых ГЭС на Украине. Доказана эффективность использования на малых ГЭС асинхронных генераторов. Сегодня исследуются условия эффективного использования малых ГЭС, солнечных и ветровых электростанций в электрических сетях.
В рамках этого научного направления профессором Лежнюком П. Д. подготовлено 27 кандидатов технических наук и доктор технических наук, работают аспиранты и докторанты.

### Основные результаты, полученные школой Лежнюка[6]
1. Методика применения критериального метода для автоматизации оптимального управления НР ЭС.
2. Методика и алгоритмы получения критериальных моделей зависимостей, которые связывают оптимальные параметры объекта, что оптимизируется, а также критерии подобия, которые устанавливают, в частности, сходство оптимальных режимов ЭС.
3. Принципы формализации и моделирования факторов, определяющих меру и эффективность практической реализации оптимальных развязок, и методика учёта их на стадии расчетов оптимальных параметров и формирования законов оптимального управления.
4. Методика и алгоритмы анализа чувствительности оптимальных развязок, метод развязывания некорректных задач нелинейного программирования, сформулированных в относительных единицах.
5. Комплекс алгоритмов и программ оптимизации и анализа чувствительности для АСДУ ЭС, ориентированных на широкое использование новых информационных технологий, сетей современных ПЭВМ и микропроцессорных устройств.
6. Принципы построения адаптивной системы автоматического управления НР ЭС.
Результаты исследований научной школы обобщены в отраслевых изданиях: «Методика оценки эффективности применения трансформаторов с РПН и автоматического регулирования напряжения в замкнутых электрических сетях» и «Инструкция по расчету и анализу технологических расходов электроэнергии на передачу электрическими сетями энергосистем и энергообъединений», которые используются в Украине и России. Разработанные устройства и средства автоматизации оптимального управления режимами ЕЭС отмеченные медалями и дипломами ВДНХ СССР и Украины. Программный комплекс (ПК) оптимизации и анализа чувствительности потерь мощности в ЕЭС эксплуатируется в энергосистемах Украины и России. Его внедрение позволило уменьшить потери электроэнергии в ЕЭС на 2-3 %. Созданный ПК ПОТЕРИ — 110/0.4, который предназначен для расчёта потерь электроэнергии в сетях энергоснабжающих компаний и планирование мероприятий по их уменьшению, внедрён в «Винницаоблэнерго», «Харьковоблэнерго», «Хмельницкоблэнерго» и других энергоснабжающих компаниях.
Лежнюк П. Д. избран председателем специализированного учёного совета при Винницком национальном техническом университете по защите кандидатских диссертаций по специальностям «Электрические станции, сети и системы» и «Электротехнические системы и комплексы», а также членом специализированного совета по защите докторских диссертаций при Национальном университете «Львовская политехника».
Петр Демьянович — эксперт в области технологий и разработок альтернативной энергетики при ассоциации «Инновационные предприятия Украины» и «Открытого Европо-Азиатского первенства по научной аналитике» при Международной Академия наук и высшего образования (Лондон, Великобритания). Профессор Лежнюк — руководитель постоянно действующего научно-технического семинара Научного Совета НАН Украины по проблеме «Научные основы электроэнергетики» по теме «Электрические сети энергосистем с нетрадиционными и возобновляемыми источниками электроэнергии» .
Лежнюк П. Д. является автором более 500 научных публикаций, из них 19 монографий, 17 учебных пособий, учебник, авторские свидетельства и патенты на изобретение принципиально новых устройств и комплексов программ для ЭВМ, которые внедрены в энергосистемах Украины и России со значительным экономическим эффектом .

### Преподоваемые дисциплины
1. Электрические станции и подстанции
2. АСУ электрических станций и систем
3. Математические задачи электроэнергетики
4. Математическое моделирование в электроэнергетике
5. Оптимизация режимов электроэнергетических систем
6. Энергосберегающие технологии в электроэнергетических системах

## Монографии
- 1. Аналіз чутливості оптимальних рішень в складних системах критеріальним методом: монографія / П. Д. Лежнюк ; МОН України. — Вінниця: УНІВЕРСУМ-Вінниця, 2003. — 131 с.
- 2. Оптимальне керування потоками потужності і напругою в неоднорідних електричних мережах: монографія / П. Д. Лежнюк, В. В. Кулик; МОН України. — Вінниця: УНІВЕРСУМ-Вінниця, 2004. — 188 с.
- 3. Оцінка якості оптимального керування критеріальним методом: монографія/ П. Д. Лежнюк, В. О. Комар; ВНТУ. — Вінниця: УНІВЕРСУМ-Вінниця, 2006. — 108 с.
- 4. Параметрична подібність в задачах оптимізації електричних систем: монографія/ П. Д. Лежнюк, Н. В. Собчук; МОН України. — Вінниця: УНІВЕРСУМ-Вінниця, 2006. — 124 с.
- 5. Взаємовплив електричних мереж і систем в процесі оптимального керування їх режимами: монографія/ П. Д. Лежнюк, В. В. Кулик; ВНТУ. — Вінниця: ВНТУ, 2008. — 123 с.
- 6. Оцінювання чутливості оптимального керування режимами електроенергетичних систем критеріальним методом: монографія/ П. Д. Лежнюк, Н. В. Остра, В. Ц. Зелінський; ВНТУ. — Вінниця: УНІВЕРСУМ-Вінниця, 2008. — 131 с.
- 7. Оцінювання втрат електроенергії в низьковольтних електричних мережах засобами нечіткої логіки: монографія/ П. Д. Лежнюк, А. В. Писклярова; ВНТУ. — Вінниця: ВНТУ, 2009. — 94 с.
- 8. Малі гідроелектростанції з асинхронними генераторами: монографія/ П. Д. Лежнюк, О. В. Нікіторович, В. В. Кулик. — Вінниця: УНІВЕРСУМ-Вінниця, 2010. — 136 с.
- 9. Мониторинг потерь мощности и электроэнергии в распределительных сетях : Монография / П. Д. Лежнюк, А. А. Мирошник, А. В. Мирошник, Н. М. Черемисин. — Харьков: Факт, 2010. — 205 с.
- 10. Оцінка чутливості втрат потужності в електричних мережах: монографія/ П. Д. Лежнюк, В. О. Лесько; ВНТУ. — Вінниця : ВНТУ, 2010. — 120 с.
- 11. Оптимальне керування нормальними режимами електроенергетичних систем критеріальним методом з застосуванням нейронечіткого моделювання: монографія/ П. Д. Лежнюк, О. О. Рубаненко; ВНТУ. — Вінниця: ВНТУ, 2012. — 136 с.
- 12. Відновлювані джерела енергії в розподільних електричних мережах: монографія/ П. Д. Лежнюк, О. А. Ковальчук, О. В. Нікіторович, В. В. Кулик; ВНТУ. — Вінниця: ВНТУ, 2014. — 204 с.
- 13. Методи і засоби захисту від обриву проводу та пошук місця пошкодження в розподільній мережі зі складною топологією напругою 6-35 кВ: монографія/ П. Д. Лежнюк, М. В. Кутіна; ВНТУ. — Вінниця: ВНТУ, 2014. — 152 с.
- 14. Принцип найменшої дії в електротехніці та електроенергетиці: монографія/ П. Д. Лежнюк, В. В. Кулик, В. В. Нетребський, В. В. Тептя; ВНТУ; за ред. П. Д. Лежнюка. — Вінниця: ВНТУ, 2014. — 212 с.
- 15. Оперативне прогнозування електричних навантажень систем електроспоживання з використанням їх фрактальних властивостей: монографія/ П. Д. Лежнюк, Ю. А. Шуллє. — Вінниця: ВНТУ, 2015. — 104 с.
- 16. Формування умов оптимальності компенсайіїї реактивної потужності в електричних мережах споживачів і енергопостачальних компаній: монографія/ П. Д. Лежнюк, О. М. Нанака.- Вінниця: ВНТУ, 2015. — 114 с.
- 17. Оптимізація режимів електричних мереж з відновлюваними джерелами електроенергії: монографія/ П. Д. Лежнюк, О. Є. Рубаненко, І. О. Гунько; ВНТУ. — Вінниця: ВНТУ, 2017. — 164 с. — ISBN 978-966-641-717-9.
- 18. Компенсація взаємовпливу неоднорідних електричних мереж з використанням лінійних регуляторів: монографія/ П. Д. Лежнюк, О. Є. Рубаненко, А. В. Килимчук; ВНТУ. — Вінниця: ВНТУ, 2017. — 172 с. — ISBN 978-966-641-683-7.
- 19. Балансова надійність електричної мережі з фотоелектричними станціями: монографія/ П. Д. Лежнюк, В. О. Комар, С. В. Кравчук [та ін.]; ВНТУ. — Вінниця: ВНТУ, 2018. — 136 с. — ISBN 978-966-641-751-3.